# Meriden (Iowa)
Pour les articles homonymes, voir Meriden.
Meriden est une ville du comté de Cherokee, en Iowa, aux États-Unis. Elle est incorporée le 24 décembre 1881. La ville est initialement baptisée Hazard, du nom d'un employé du chemin de fer. Elle est rebaptisée Meriden, en 1874.

## Source de la traduction
- (en) Cet article est partiellement ou en totalité issu de l’article de Wikipédia en anglais intitulé « Meriden, Iowa » (voir la liste des auteurs).